# Volînska, Kahovka
Volînska (în ucraineană Волинська) este o comună în raionul Kahovka, regiunea Herson, Ucraina, formată numai din satul de reședință.

## Demografie
Componența lingvistică a comunei Volînska
     Ucraineană (93,72%)
     Rusă (5,35%)
     Alte limbi (0,93%)
Conform recensământului din 2001, majoritatea populației comunei Volînska era vorbitoare de ucraineană (93,72%), existând în minoritate și vorbitori de rusă (5,35%).